# Bithia discreta
Bithia discreta är en tvåvingeart som beskrevs av Tschorsnig 1986. Bithia discreta ingår i släktet Bithia och familjen parasitflugor.
Artens utbredningsområde är Spanien. Inga underarter finns listade i Catalogue of Life.